# 2017年ソマリア大統領選挙
2017年ソマリア大統領選挙 (2017ねんソマリアだいとうりょうせんきょ、ソマリ語: Doorashada Madaxweynaha Soomaaliya ee 2017)は、ソマリアにおいて2017年2月8日に行われた選挙である。投票は上下両院の議員によって行われた。大統領選挙の結果、元首相のモハメド・アブドゥライ・モハメド・ファルマージョが、次期ソマリア大統領に選出された。

## 概要
大統領選挙は2016年8月に行われる予定で、一人一票の国民投票が行われるはずだった。しかし、複数回の延期が行われ、治安上の懸念から連邦議会議員による投票へと変更された。2017年1月26日に、選挙の期日は2月8日と定められ、立候補者は1月29日までに登録することが求められた。選挙は、首都モガディシュの アデン・アッデ国際空港の格納庫で行われた。
現職大統領のハッサン・シェイク・モハムドが敗北を認めて勝者を祝福した後、平和的な権力移行によってモハメド・アブドゥライ・モハメドが新たな大統領であると宣言された。
内戦が継続中であるため、投票中の治安には重大な懸念が存在した。投票は当初、モガディシュの警察学校で行われる予定だったが、より安全な アデン・アッデ国際空港に場所を移した。この空港は、ソマリアの首都で最も安全な場所だと考えられている。投票日には、市街での交通は禁止され、学校は閉鎖されるとともに、空港から発着するフライトは停止された。

## 選挙データ
2012年の前回の大統領選挙においては、大統領は議会によって選出されており、その議会は135人の長老によって選ばれている。2016から2017年における成人ソマリア人による総選挙の計画は、継続中の内戦に関する治安上の懸念のため、廃案となった。
選挙費用の60パーセントは、ヨーロッパの支援国やアメリカ合衆国、日本によって拠出されており、残りはソマリア政府の負担や立候補の登録費用によって賄われている。
大統領は、ソマリア連邦議会の下院と上院の328人の議員によって選出される。議員は2016年ソマリア連邦議会選挙によって選ばれており、この選挙は14,025人の部族の代表に有権者が限られている。この選挙に財政支援をした他国は、参政権の拡大を 「控えめな一歩前進 (modest step forward)」と評した。
第一回の投票の段階では、20人以上の登録立候補者がいた。
選挙は、欧州連合、アフリカ連合、政府間開発機構、アラブ連盟などの監視下で行われた。

## 候補者

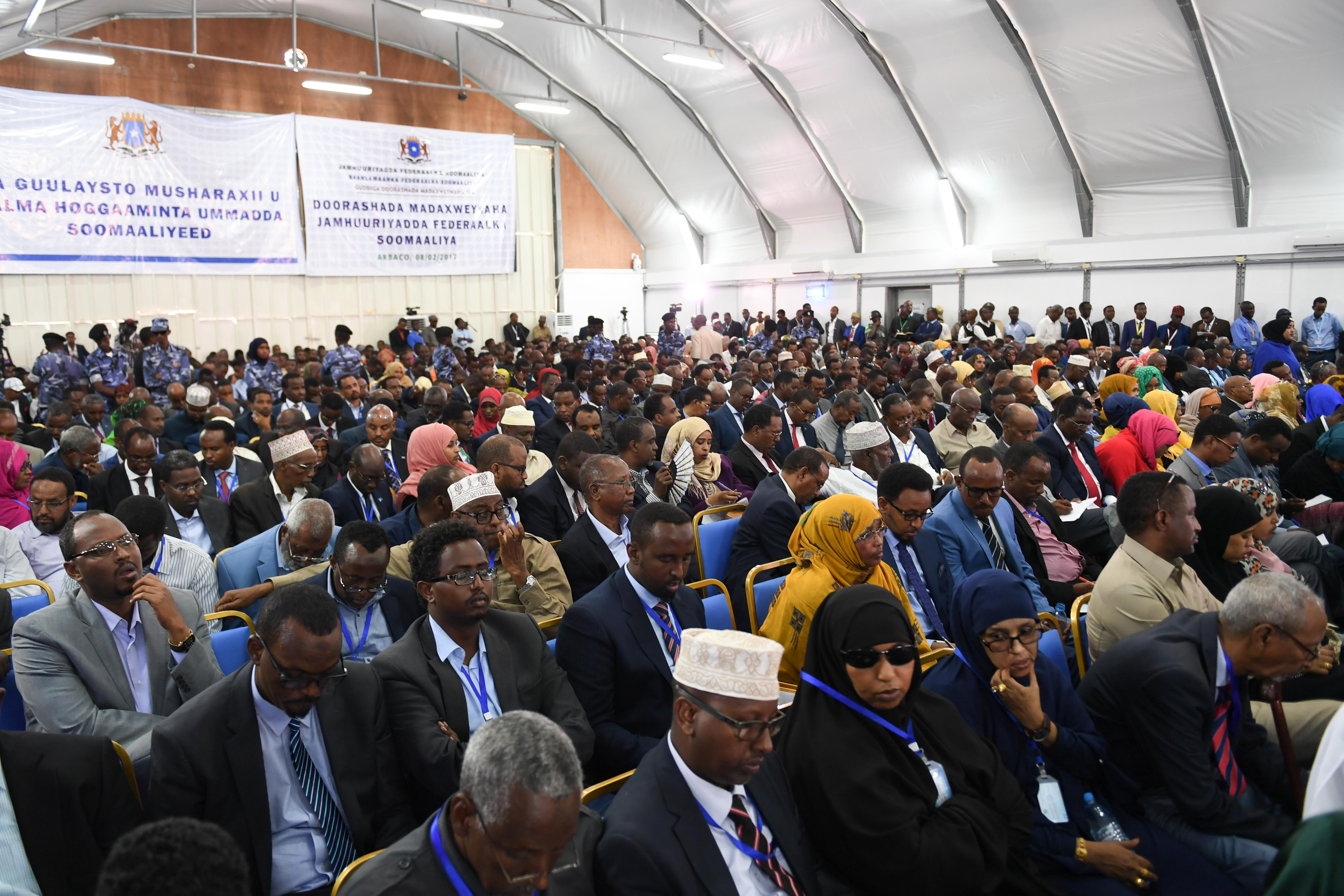
空港での投票の様子。

合計23の候補者が立候補を表明したが、元プントランド大統領のアブドゥルラフマン・モハムード・ファロレを含む何人かの撤退者が出たことにより、立候補者は21人まで減った。 出馬した顔ぶれには、現職大統領のハッサン・シェイク・モハムドや現職の首相オマル・アブディラシド・アリ・シルマルケ、前職大統領のシェイク・シャリフ・シェイク・アフマド、前首相のモハメド・アブドゥライ・モハメドが含まれていた。

## 選挙結果
第一回の投票では、どの候補も勝利に必要とされる3分の2の得票を達成できなかった。そのため、得票順位4位までの候補者(ハッサン・シェイク・モハメド、オマル・アブディラシド・アリ・シルマルケ、シェイク・シャリフ・シェイク・アフマド、モハメド・アブドゥライ・モハメド)が第二回の投票へと進んだ。オマル・アブディラシド・アリ・シルマルケは脱落し、候補者は3人に絞られた。第二回の投票でもどの候補も必要とされる基準の得票数に達せず、3位のアフマドは候補から外れた。 ハッサン・シェイク・モハメドが、敗北を認めたため、最終投票の必要はなくなった。
選出されたモハメド・アブドゥライ・モハメド・ファルマージョは、モガディシュ出身でアメリカ合衆国での勤務経験があり、その後、2010年から2011年にかけて首相を務めていた人物である。彼は、過激派テロ組織のアル・シャバブに対する「闘いの始まり」だと宣言した。
| 候補者                 | 候補者                                   | 所属政党               | 第1回投票 | 第1回投票 | 第2回投票 | 第2回投票 |
| 候補者                 | 候補者                                   | 所属政党               | 得票数    | 得票率    | 得票数    | 得票率    |
|                        | ハッサン・シェイク・モハムド             | 平和開発党             | 88        | %         | 97        | 29.75%    |
|                        | モハメド・アブドゥライ・モハメド         | タヨ党                 | 72        | %         | 184       | 56.44%    |
|                        | シェイク・シャリフ・シェイク・アフマド   | 無所属                 | 49        | %         | 45        | 13.80%    |
|                        | オマル・アブディラシド・アリ・シルマルケ | 無所属                 | 37        | %         |           |           |
|                        | その他                                   |                        | 不明      | 不明      |           |           |
| 有効票数（有効率）     | 有効票数（有効率）                       | 有効票数（有効率）     | 不明      | 不明      | 326       | 99.39%    |
| 無効・白票数（無効率） | 無効・白票数（無効率）                   | 無効・白票数（無効率） | 不明      | 不明      | 2         | 0.61%     |
| 投票総数（投票率）     | 投票総数（投票率）                       | 投票総数（投票率）     | 不明      | 不明      | 328       | 100.0%    |
| 有権者数               | 有権者数                                 | 有権者数               | 328       | 100.0%    | 328       | 100.0%    |
| 出典：                 |                                          |                        |           |           |           |           |